# Nguyễn Phúc Hồng Đĩnh
Nguyễn Phúc Hồng Đĩnh (hoặc Đình) (chữ Hán: 阮福洪侹; 2 tháng 12 năm 1843 – 18 tháng 4 năm 1884), tước phong Kỳ Phong Quận công (奇峰郡公), là một hoàng tử con vua Thiệu Trị nhà Nguyễn trong lịch sử Việt Nam.

## Tiểu sử
Hoàng tử Hồng Đĩnh sinh ngày 11 tháng 10 (âm lịch) năm Quý Mão (1843), là con trai thứ 23 của vua Thiệu Trị, mẹ là Lục giai Tiệp dư Nguyễn Đình Thị Loan. Chị cùng mẹ với hoàng tử là Quảng Thi Công chúa Thanh Cát (1839 – 1879). Từ khi còn là hoàng tử, Hồng Đĩnh có tính kiêu căng, phóng túng, lại hay ỷ thế nên bị vua quở phạt, phế bỏ tước vị.
Tháng giêng năm Tự Đức thứ 11 (1858), hoàng đệ Hồng Đĩnh được phong làm Kỳ Anh Quận công (奇英郡公). Về sau, phong hiệu của ông được cải thành Kỳ Phong Quận công (奇峰郡公) do kỵ húy chữ Anh trong tên thụy của vua Tự Đức.
Năm Tự Đức thứ 21 (1868), quận công Hồng Đĩnh cậy thế mà đánh lính Điển môn (lính gác cổng) nên bị phạt 2 năm bổng lộc. Vua xuống dụ cho các phủ đệ hoàng thân phải biết giữ gia pháp thận trọng, các lính điển hộ thì tuân theo pháp luật, không kiêng nể quyền quý.
Tự Đức năm thứ 31 (1878), quận công Hồng Đĩnh ỷ quyền thế mà bắt người đòi tiền chuộc. Trước đây, quận công thông gian với người đàn bà tên Lê Thị Đoá rồi mua người này về làm nàng hầu, rồi ông lại bảo là thất tiết, đánh đập, tưới dầu, ném rắn vào người đàn bà đó để đòi lại tiền. Việc phát giác, bộ Hình tâu xin xử cách bỏ tước Công của ông, thu lại tiền bạc trả cho chủ bị mất trước. Vua bảo gỗ mục không thể chạm khắc được, rất trái với gia pháp, lại giáng dụ không cho Hồng Đĩnh được xưng là hoàng đệ dự lễ triều kiến, để các vương công tôn tước phủ Tôn Nhân biết mà răn dạy.
Tự Đức năm thứ 34 (1881), vua gia ân cho khai phục tước Quận công của hoàng đệ Hồng Đĩnh.
Năm 1884, vua Kiến Phúc băng hà, em trai của ông kế vị, tức vua Hàm Nghi. Lễ phát tang vua Kiến Phúc và các lễ nhận ngọc tỷ, tấn quang (các lễ lên ngôi) của vua Hàm Nghi, quận công Hồng Đĩnh đều lấy cớ vắng mặt, bộ Hình khép ông tội Thác cố bất triều (viện cớ không vào chầu), bị kết án trảm giam hậu, phải đổi sang họ mẹ.
Cũng trong năm đó, Nguyễn Đĩnh vượt ngục trốn thoát, bị bắt được, chưa kịp nghị tội thì ông mất vào ngày 23 tháng 3 (âm lịch), thọ 41 tuổi. Vua gia ơn cho ông được khai phục tước Kỳ Phong Đình hầu (奇峰鄉侯), cho thụy là Cung Lượng (恭亮), phục lại tông tịch và chiếu theo hàm mới mà cấp tiền tuất. Đề đốc phủ Thừa Thiên là Vũ Văn Đức, vì dung túng để cho Nguyễn Đĩnh thoát ngục nên bị phạt trượng, đi đày.
Đồng Khánh năm thứ nhất (1885), Hồng Đĩnh được truy phục tước Quận công. Mộ của ông được táng tại An Cựu (nay thuộc Hương Thủy, tỉnh Thừa Thiên Huế), nhà thờ dựng ở phường Đệ Lục trước kia (nay thuộc phường Gia Hội, Huế).
Về việc Hồng Đĩnh không dự lễ tôn phong của vua Hàm Nghi, bà Lễ tân Nguyễn Nhược Thị Bích, cung tần của vua Tự Đức, đã nhắc đến chuyện này qua một đoạn thơ trong bài Hạnh Thục ca:
Tôn vương bèn mới chọn ngày
Hàm Nghi niên hiệu ban ngay trong ngoài
Lập triều bái hạ đủ người
Kỳ Anh thiếu mặt khen tài cả gan!
Vậy nên đến nỗi chết oan
Râu hùm vuốt ngược, phòng toan khỏi nào
Làm cho thiên hạ trông vào
Hoàng thân còn vậy huống bao những người.
Quận công Hồng Đĩnh có bảy người con trai và 3 người con gái. Ông được ban cho bộ chữ Nhân (儿) để đặt tên cho các con cháu trong phòng. Con trai trưởng của ông là Ưng Sung tập tước Phong Đình hầu.